# Атажуко Атажукин
Атажуко Касаевич Атажукин (1813 — 24 февраля 1868) — кабардинский (черкесский) князь из рода Мисостовых, сын князя Касая Атажукина.

## Биография
Атажуко рано лишился своего отца и жил в доме своего двоюродного брата, майора князя Мисоста Атажукина.
Начал военную службу в 1830 году в составе закубанских экспедиционных войск Отдельного Кавказского корпуса. 30 ноября 1830 года получил офицерское звание прапорщика, в 8 декабря 1838 года был произведен в подпоручики.
В 1846 году князь Атажуко Атажукин состоял в Кабардинском временном суде. С 18 ноября 1847 года — поручик закавказского конно-мусульманского полка. В 1849 году прибыл в Варшаву для последующего участия в Венгерском походе. 11 августа 1849 года был переведён офицером в лейб-гвардии Кавказско-Горский полуэскадрон собственного Его Императорского Величества конвоя.
9 января 1850 года князь А. Атажукин был произведён из штабс-ротмистров в ротмистры при Отдельном Кавказском корпусе с жалованием 657 рублей 10 копеек. В январе 1857 года был произведен в подполковники. К 1858 году «состоял по кавалерии и находился при Главнокомандующем Кавказской армией по политическим видам». В чине штабс-ротмистра состоял членом Кабардинского временного суда, позже — депутатом Кабардинского окружного суда. С 19 ноября 1861 года член Комитета по разбору личных и поземельных прав горцев Кабардинского округа.
Проживал в собственном ауле «полковника князя Атажуко Атажукина» на реке Баксан. «От изнурительной лихорадки умер».

## Семья и дети
Князь Атажуко Атажукин был трижды женат. В 1834 году он решил жениться на княгине Сластамине (Слоетаме) Бекович-Черкасской (вдове генерал-майора князя Фёдора Бековича Черкасского) и даже передал ей калым (500 рублей и 6 крепостных), но против брака выступал её брат Исмаил Касаев. Его поддержал генерал-лейтенант А. А. Вельяминов, главнокомандующий войсками Кавказской линии. Брак был отменён.
Вторично женился на княжне Наго Асланбековне Таусултановой (род. 1822), дочери князя Асланбека Шолоховича Таусултанова, которая после развода проживала в Малой Кабарде, в ауле Боташева. Дети от второго брака: сын Асланбек и дочь Жан.
В 1863 году в третий раз женился на княжне Кабахан Кучуковне Джантоховой, дочери князя-валия Кабарды Кучука Джанхотовича Джанхотова (1758—1830). Первым браком Кабахан вышла замуж за князя Наурузова. С 1863 года проживала в ауле Джанхотова, с 1872 года — в ауле Кайсына Анзорова.